# Epilobium cleistogamum
Epilobium cleistogamum är en dunörtsväxtart som först beskrevs av Mary Katherine Curran, och fick sitt nu gällande namn av P.C. Hoch och P.H. Raven. Epilobium cleistogamum ingår i släktet dunörter, och familjen dunörtsväxter. Inga underarter finns listade i Catalogue of Life.